# Home (album Procol Haruma)
Home četvrti je studijski album britanskog rock sastava Procol Haruma koji izlazi 1970.g.

## Popis pjesama
1. "Whisky Train" (Robin Trower, Keith Reid)
2. "The Dead Man's Dream" (Gary Brooker, Reid)
3. "Still There'll Be More" (Brooker, Reid)
4. "Nothing That I Didn't Know" (Brooker, Reid)
5. "About to Die" (Trower, Reid)
6. "Barnyard Story" (Brooker, Reid)
7. "Piggy Pig Pig" (Brooker, Reid)
8. "Whaling Stories" (Brooker, Reid)
9. "Your Own Choice" (Brooker, Reid)

## Izvođači
- Chris Copping – orgulje, bas-gitara
- B.J. Wilson – bubnjevi
- Robin Trower – gitara
- Gary Brooker – pianino, vokal
- Keith Reid – tekst

## Vanjske poveznice
- ProcolHarum.com - Detalji o albumu na službenim internet stranicama Procol Haruma